# Unni Anisdahl
Unni Anisdahl, née le 27 septembre 1947 , est une ancienne handballeuse internationale norvégienne.
Avec l'équipe de Norvège, elle participe aux championnats du monde 1971, 1973 et 1975.

## Palmarès

### Sélection nationale
championnats du monde 
- 8e place du championnat du monde 1975
- 8e place du championnat du monde 1973
- 7e place du championnat du monde 1971